# Bangamata

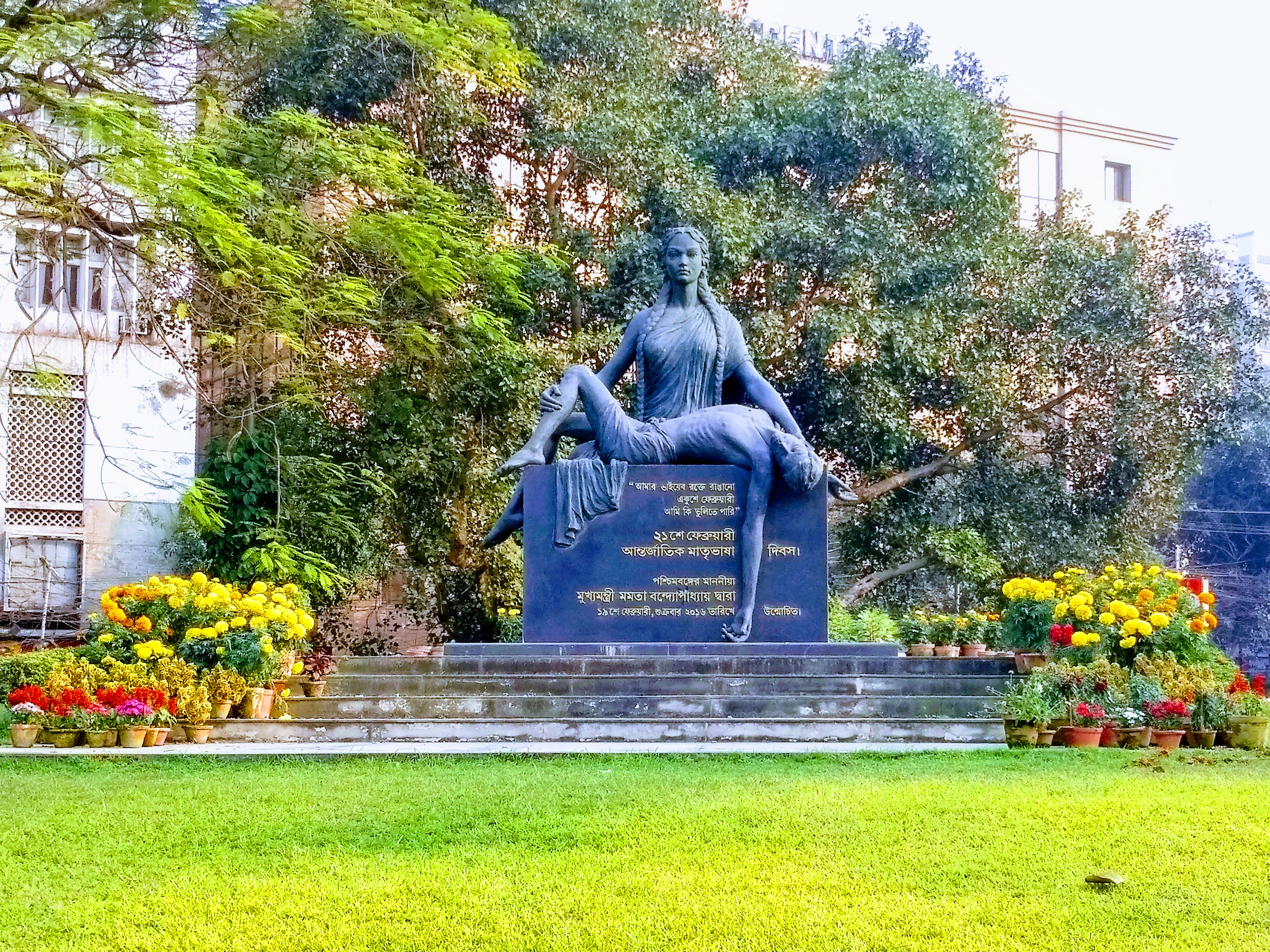
Monumento del Día de la Lengua Materna en Calcuta, Bengala Occidental, que muestra a los mártires del idioma en el regazo de la Madre Bengala.

Mapa de Bengala.

Baṅgamātā (en bengalí: বঙ্গমাতা), Madre Bengala o simplemente বাংলা/ Bangla, es la personificación nacional de Bengala, fue creada durante el renacimiento de Bengala y posteriormente fue adoptada por los nacionalistas bengalíes. En la poesía, literatura y canciones patrióticas ella es un símbolo de Bangladés, considerada la personificación de la República. La Madre Bengala representa no solo una madre biológica pero también se le atribuyen ciertas características tales como: protectora, proveedora de amor, proveedora de consuelo y cuidado, y comienzo y fin de la vida.
Bankim Chandra Chattopadhyay, un escritor, poeta y periodista brahamán ortodoxo, compuso una oda a la Madre Bengala titulada Vande Mataram en 1876, para ser entonada en vez del himno real británico.
En Amar Sonar Bangla, el himno nacional de Bangladés, Rabindranath Tagore utilizó la palabra "Maa" (Madre) varias veces para referirse a la tierra nativa Bengala. A pesar de su popularidad en los poemas y canciones patrióticas, rara vez es representada en imágenes.